# Sound of a Woman
Sound of a Woman è il secondo album in studio della cantante canadese Kiesza, pubblicato il 17 ottobre 2014 dalle etichette Lokal Legend e Island Records.

## Tracce
1. Hideaway – 4:11
2. No Enemiesz – 3:17
3. Losin' My Mind (featuring Mick Jenkins) – 3:51
4. So Deep – 4:28
5. Vietnam – 3:50
6. Bad Thing (featuring Joey Badass) – 3:31
7. What Is Love – 3:08
8. Sound of a Woman – 3:46
9. The Love – 3:57
10. Piano – 4:28
11. Giant in My Heart – 4:29
12. Over Myself – 3:32
13. Cut Me Loose – 3:53

## Classifiche
| Classifica (2014) | Posizione massima |
| ----------------- | ----------------- |
| Austria           | 18                |
| Belgio (Fiandre)  | 19                |
| Belgio (Vallonia) | 33                |
| Canada            | 14                |
| Francia           | 166               |
| Germania          | 10                |
| Italia            | 28                |
| Paesi Bassi       | 66                |
| Regno Unito       | 40                |
| Stati Uniti       | 42                |
| Svizzera          | 14                |